# Tishyaraksha
Tishyaraksha, levde 200-talet f.Kr., var en drottning av Mauryariket, gift med kung (ofta kallad kejsare) Ashoka (regent 273–232 f.Kr.).
Hon var Ashokas femte och sista hustru. 
Hon fick ett dåligt eftermäle i buddhistiska krönikor, som uppger att hon låg bakom en intrig som slutade med att hennes styvson kronprins Kunala bländades, och att hon lät förstöra det första bodhiträdet. 